# 671
671 (DCLXXI na numeração romana) foi um ano comum do século VII, do Calendário Juliano, da Era de Cristo, teve início a uma quarta-feira e terminou também a uma quarta-feira, a sua letra dominical foi E.
| ano completo                        |
| ----------------------------------- |
| Ano comum com início à quarta-feira |